# Мішень (комікс)
Мішень — вигаданий персонаж, суперлиходій з коміксів американського видавництва Marvel Comics. Найманий вбивця, здатний використовувати як зброю практично все. Є одним з найбільш психотичних і садистських персонажів у Марвел і одним з найнебезпечніших ворогів Шибайголови.
У 2009 році Мішень зайняв 20-е місце в списку «100 найбільших лиходіїв з коміксів за версією IGN

## Біографія

### Початок
Таємний найманець, нічого дійсно невідомо про людину на ім'я Мішень (Bullseye). Одного разу він був спійманий і допитаний в добре захищеній в'язниці, де він розповів безліч подробиць про своє раннє життя. Наприклад, Мішень розповів, як його брат підпалив їх будинок у спробі вбити їх батька. Однак більша частина отриманої інформації залишилася неперевіреною, та до того ж і недійсною. Це виявилося, коли Мішень зміг звільнитися і дражнив своїх слідчих, заявивши, що це він підпалив будинок і намагався вбити свого батька. Він зміг влаштувати у в'язниці пожежу (там же знаходився і його батько), і він залишив його помирати. (Минулого разу Мішень намалював на лобі у свого батька мішень (звідси його прізвисько), коли той знепритомнів від алкоголю, і вистрілив у нього).

### Кримінальна кар'єра
Мішень — один з найвідоміших ворогів Шибайголови. Вбивця був найнятий Максвеллом Гленном, щоб знищити Шибайголову, але той перемагає його в прямому ефірі на телебаченнію Мішень приєднується до банди Еріка Слогтера. Вони викрадають Чорну Вдову і знову б'ються з Шибайголовою. 
Після цього через пухлину головного мозку з'являються галюцинації, що кожен, кого він зустрічає — Шибайголова. Він починає вбивати випадкових людей вірячи, що це і є Шибайголова. Той рятує життя бандита, прибравши його ослабле тіло з рейок перед насувається поїздом. Він ображений тим, що врятований героєм. Пухлина пізніше успішно видалили, хоча розсудливість Мішені залишається під питанням. Тоді він починає працювати як головний вбивця Амбала.
У в'язниці він дізнається про те, що Амбал також використовує послуги Електра, колишньої любові Шибайголови. Після втечі, Мішень пронизує Електру її власним сай. 
Замаскувавшись як черговий у морзі, вбивця намагається вбити Шибайголову (в його звичайній сутності — як Метта Мердока) кинутим снарядом, який Шибайголова блокує своїм ціпком. Після вивчення медичних звітів, Мішень переконується, що Метт Мердок — Шибайголова. 
Після цього Мішень починає жити тільки однією метою: вбити Шибайголову. Для цього він сам і за допомогою різних альянсів намагається знищити героя, але той не дає йому зробити це.

## Громовержці і Темне правління
Останнім часом кар'єра Мішені пішла в гору. Після Громадянської війни супергероїв він потрапив в команду «громовержця», в якій реабілітовані злочинці працювали на уряд. Але й тут Мішень відрізнявся особливою жорстокістю. Разом з главою громовержця, Норманом Озборном, він брав участь у битвах за Вашингтон і Нью-Йорк під час вторгнення Скруллів. 
Після того, як Озборн вбив королеву Скруллів і встав на чолі антитерористичних організацій світу, він зібрав свою особисту команду — Темних Месників. У ній під личинами оригінальних героїв Норман сховав колишніх громовержця. Мішень виступав під псевдонімом Соколиного Ока.

### Осада
Перебуваючи в кімнаті для зустрічей в Башті Месників, Мішень і Карла вирішили показати Озборну його втрату контролю над ними, зайнявшись любов'ю перед солдатами М.О.Л.О.Т.а. Міс Хенд паралізувала Міс Марвел за допомогою випромінювача, а Мішені наказала охолодитися. Пізніше ввечері до нього зайшов Озборн і запропонував йому вбити Лінді Рейнольдс (Lindy Reynolds). Наступного дня Доктор Дум (Doctor Doom) випустив роботів-комах після того, як на нього напав Морок (Void), що дозволило Міченому разом з Лінді полетіти; потім Лестер зламав їй шию і кинув її тіло в океан. Після цього на нього накинувся Морок, поки Озборну не вдалося його заспокоїти. Темні Месники разом з Ініціативою (Initiative) атакували Асґард (Asgard), вважаючи, що він не має права перебувати на Землі. Після його руйнування, смерті Ареса (Ares) і втручання супергероїв Темні Месники були розформовані, а Мішень був схоплений.

## Земля Тіней
На шляху до острова Райкера (Ryker `s Island), перебуваючи на літаку Щ.І.Т., Мішень налякав охоронців, змусивши їх повірити в те, що Часовий повернеться за ним. Також він зміг створити ситуацію із зупинкою серця, і коли охоронці підбігли до нього, він прийшов в себе і вбив їх за допомогою дефібрилятора. Потім він убив пілота і попрямував назад в Нью-Йорк, в Пекельну Кухню (Hell `s Kitchen), де Шибайголова став лідером Руки (Hand) і заснував базу в самому серці Кухні. 
Опинившись там, він почав вбивати членів Руки і викликав Шибайголову на бій. Мердок послав за ним своїх підлеглих. Коли їх спроби закінчилися провалом, Шибайголова сам вступив у бій і зламав Мішені обидві руки. Коли бій був закінчений Люк Кейдж (Luke Cage) і Залізний Кулак (Iron Fist) стали свідками того, як Шибайголова вбиває Мішень точно так само, як той убив Електру багато років тому. 
Деякий час по тому, група Пекельних Байкерів (Hell's Bikers) влаштувала похорон Мішені. Там же були присутні Бен Уріх (Ben Urich) і Денні Дівер (Deaver), однак Дівер здалося, що він побачив Мішень, але залишається незрозумілим, чи був це привид або йому здалося. Похорон були перервані Шибайголовою, який прибув разом з ніндзя Руки. Почалася сутичка, в результаті якої мало не загинув Уріх. Незабаром після сутички з іншою частиною героїв Нью-Йорка — Кейджем, Залізним кулаком, Людиною-павуком, Місячним Лицарем (Moon Knight), Карателем і Примарним Гонщиком (Ghost Rider) Метт прийшов до висновку, що Рука потребує нового чемпіона, чиї навички могли б змагатися з навичками самого Мердока. Шибайголова разом з Тифовою Мері (Typhoid Mary) відправився на кладовище, де викопав труп Мішені, щоб воскресити його. Далі ми бачимо, що за ними стежила Електра, яка послідувала за ними на базу Руки. Вона та припинила процес пожвавлення.

## Сили і здібності
Не володіючи надлюдськими здібностями, Мішень багато років навчався метання кожного виду метальної зброї, розвинувши здатність використовувати будь-який об'єкт як снаряд. У результаті з ними він здатний досягти немислимих результатів. Серед них: 
- Перерізання людського горла кинутої гральної картою,
- Вбивство людини за допомогою зубочистки на відстані сто ярдів.

Під час тюремного ув'язнення, в Міченого діагностували дальтонізм
Мішень має хорошу фізичну підготовку, завдяки якій може на рівних виступати з професіоналами і Олімпійськими чемпіонами. Завдяки цьому його координація перевершує людські межі. 
Через різні ушкодження, багато кісток Мішені були укріплені адамантіевимі смугами, з'єднаними зі спинним хребтом, повністю складається з цього металу. Це підвищило його опірність ранам, а також дало можливість виконання акробатичних прийомів, недоступним простій людині. У доповненні до цього, він завжди носить кевларову броню. 
Крім здатності метати предмети зі смертельною точністю, Мішень — знавець зброї, особливо вогнепальної. Він майстерно володіє різними бойовими мистецтвами, поряд з простою зброєю. Також, злочинець вважає, що увага до нього ЗМІ дає йому більше можливостей в бою, створивши навколо нього ореол безумця, здатного на все. 
Потрібно відзначити, що 100% точність кидка в Мішені можлива лише в сутичці із звичайними супротивниками. У сутичці з супергероями вона знижується до 50%, що давало привід для глузувань над ним. 
Мішень має нав'язливу потребу у вивченні всіх аспектів, пов'язаних з його майбутніми жертвами: їхні плани, здібності, ставлення до інших людей. Ця інформація дає знання того, чого очікувати від них на полі бою. 
Мішень протягом деякого часу був здатний відчути присутність Шибайголови на психічному рівні.

## Альтернативні всесвіти

### Століття Апокаліпсису (Земля-295)
У цьому всесвіті, Мішень був в'язнем на борту материнського корабля Михайла Распутіна (Mikhail Rasputin), поки Вища Людська Рада (Human High Council) не відключила харчування, що дозволило Мішені очолити людей і вивести з ладу охоронців. Його останнє місцезнаходження невідоме. 
Він також є одним з найбільших солдатів людства через свою бездоганну точність.
Його минуле до ув'язнення також не було розкрито.

### 1602 (Земля-311)
У цьому всесвіті Мішень працював він на Кінгпіна як пірата, який плавав по Атлантичному океану. Їх корабель наткнувся на Діву Марію (Virgin Mary), на борту якої знаходився Пітер Паркер (Peter Parquagh). Пітер зміг потопити корабель Кінгпіна, проте Мішень зміг вижити. Він пішов за Пітером на материк. 

### Алтимейт (Земля-1610)
Тут Мішень звуть Бенджамін Пондекстер (Benjamin Pondexter). Він боровся з Електрою за право стати вбивцею для Кінгпін. 

### Марвел-Зомбі (Земля-2149)
У цій реальності Мішень, як і більшість героїв і лиходіїв, став зомбі. 

### Будинок М (Земля-58163)
Тут він працював на Кінгпін. Його переміг Соколине Око. 

### Нуар (Земля-90214)
Тут Мішень — жінка, на ім'я Еліза (Eliza) і являє собою комбінацію з Мішені і Електри. Зовні вона схоже на Електру і навіть закохана в Метта Мердока, але працює на Кінгпін і є його вбивцею № 1. Її втопив Шибайголова. 

### Punisher Max (Земля-200111)
Шелтон Піндерграсс (Shelton Pendergrass) був військовим юристом, який ніколи не використовував вогнепальної зброї і покинув армію, щоб стати божевільним вбивцею. У нього не було промахів; він убивав диктаторів і бізнесменів. Одного разу йому довелося мати справу з дітьми; це сталося в Італії, де вони стали свідками знищення бандитського угруповання. Мішень отруїв газом всю школу. Перш ніж вбивати, він вивчав свої цілі і не дуже-то був радий своїй роботі. Його найняв Кінгпін, щоб прибрати Карателя. Шелтон зауважив, що дружина Фіска намагається вбити свого чоловіка, тому він сказала їй бігти і забути все. Він взяв у заручники родину після вбивства її патріарха, і як було показано, весело розмовляв з ними за сніданком, тоді як вони сиділи з кляпом у роті і плакали. Після витягування всієї родини в парк, їх жорстоко розстріляли кілька людей. Потім він розповів нападникам, що все це викрадення сім'ї було зроблено для того, щоб проникнути в розум Френка Кастла (Frank Castle). Також він сказав, що спробує зробити це знову з іншою родиною і вбив помічника Френка, бо не зміг зрозуміти мотивацію Френка. Він почав ставати безумніше, поки нарешті не зіткнувся з Карателем у вежі Фіска. Після кровопролитного бою обидва були госпіталізовані. Пізніше Каратель знайшов Мішень в лікарні і вбив його.

## Мішень у фільмах
У фільмі «Шибайголова» 2003 року роль Мішені виконав Колін Фаррелл. 
За сюжетом фільму Мішень — найманий вбивця. За національністю він ірландець, зовні схожий на металіста або байкера: на ньому тренчкот, шкіряні штани, його тіло всіяне татуюваннями, сережками, а на голеній голові знаходиться шрам у вигляді мішені. 
Мішень використовує сюрікени, які носить у застібках на своєму поясі як головну зброю, хоча також він застосовує безліч маленьких об'єктів: арахіс, скріпки, карти, осколки битого скла і олівці. За сюжетом фільму Мішень наймає Кінгпін для вбивства Ніколаса Начіоса. Мішень виконує це завдання, змусивши Електру вважати, що це Шибайголова вбив її батька. Сам же лиходій відчуває в Шибайголові особистий виклик, так як той — єдина мета, до якої він коли-небудь промахувався. Пізніше Електра нападає на Шибайголову, але розуміє, що той не вбивав її батька. Електра б'ється з Мішенню, і той завдає їй удару одним з її сай (так само, як в коміксах) і її серце зупиняється (в режисерській версії, Мішень завдає їй більше пошкоджень і простромивши її, дарує їй поцілунок, кусаючи в нижню губу). 
Мішень переслідує Шибайголову до церкви, і там вони борються до тих пір, поки маневр героя не дозволив снайперу SWAT прострелити Мішені його руки, залишивши на них рани у вигляді стигмат. Пораненого Мішень Шибайголова скидає з вікна прямо на дах автомобіля. Пізніше Мішень виявляється госпіталізованим в лікарні, проте він до цих пір здатний шприцом пронизати літаючу муху.

## Мішень у відеоіграх
- Marvel: Ultimate Alliance
- LEGO Marvel Super Heroes
- Каратель (2004 фільм)